# Cal Canet (l'Estany)

Cal Canet, respecte del terme de l'Estany

Cal Canet és una masia del terme municipal de l'Estany, a la comarca catalana del Moianès.
Està situada a 893,2 metres d'altitud a l'extrem meridional del terme, a ran del límit amb Moià. És la casa de més al sud-oest del Raval del Prat, en el vessant nord-est del Serrat Febrer. És al nord del Quintà de Comes, a ponent del punt quilomètric 45 de la carretera C-59.